# Ambleteuse
Ambleteuse – miejscowość i gmina we Francji, w regionie Hauts-de-France, w departamencie Pas-de-Calais. Nazwa miejscowości jest pamiątką po osadnictwie saskim; jeszcze Beda Czcigodny w VIII wieku nazywał tę miejscowość Amfleat. Obecna forma pochodzi zaledwie z XVI wieku, a jej formy wcześniejsze, takie jak Ambleteuve, wywodzą się w sposób oczywisty z pierwotnego Amfleat hove. Flead zaś w jęz. saksońskim oznaczało "wodę bieżącą, rzeczkę, kanał".
Według danych na rok 1990 gminę zamieszkiwało 2007 osób, a gęstość zaludnienia wynosiła 368 osób/km² (wśród 1549 gmin regionu Nord-Pas-de-Calais Ambleteuse plasuje się na 360. miejscu pod względem liczby ludności, natomiast pod względem powierzchni na miejscu 641.).